# Кук, Джордж Фредерик
Джордж Фредерик Кук (англ. George Frederick Cooke, 17 апреля 1756 г., Лондон — 26 сентября 1812 г., Нью-Йорк) — английский актёр. Он в значительной степени повлиял на создание романтического стиля в актёрской игре, который позже прославил Эдмунд Кин; известный исполнитель ролей в пьесах Шекспира Ричарда III, Фальстафа, Шейлока, Генриха VIII и других.

## Биография
Джордж утверждал, что родился в Вестминстере, но вероятно, что он был незаконнорожденным ребенком британского солдата в Дублине. Он вырос в Берик-апон-Твид, где в 1764 году поступил в ученики в типографскую мастерскую.
Его знакомство с актёрским мастерством началось с бродячих актёров. Впечатление от увиденных представлений повлияло на выбор Кука в определении его занятия. Впервые он появился на сцене в Брентфорде в возрасте двадцати лет в роли Дюмона в опере Николаса Роу «Джейн Шор». В Лондоне первое его выступление было в Театре Хеймаркет в 1778 году; он играл в бенефисах «Сирота» Томаса Отуэя, «Деревенские девицы» Чарльза Джонсона, «Тайный брак» Дэвида Гаррика и Джорджа Колмана. Однако почти сразу же он вернулся в страну и следующие десять с лишним лет провел в турах от Халла до Ливерпуля. Он впервые выступил с Сарой Сиддонс в Йорке в 1786 году, к тому времени он заработал солидную репутацию. В 1794 году в Дублине, как Отелло, он впервые достиг высокого признания в столице страны; к 1800 году лондонские критики окрестили его дублинским Росциусом. Его необычно долгая провинциальное учеба этому искусству во многих отношениях сослужила ему хорошую службу. После романтических главных ролей, особенно в комедии, он постепенно обнаружил, что способен играть грабителей и злодеев. В многочисленных выступлениях ему довелось выступать с Сиддонс, Дороти Джордан и другими лондонскими знаменитостями. В его репертуаре было более 300 ролей.
Личная жизнь Кука была заметно хаотичной. Даже не считая выпивки, он был расточительным и щедрым, так что редко мог наслаждаться длительным периодом безбедности.
Он женился поздно. В сентябре 1808 года в Эдинбурге он женился на Саре Лэмб. Она сопровождала его в Лондон в течение сезона 1808 года, но в феврале 1809 года Сара вернулась к своей семье в Ньюарк-он-Трент и с тех пор они почти не общались с актёром. В Нью-Йорке он женился на Вайолет Мэри Бен, дочери владелицы кофейни. Он оставил после своей смерти 2000 долларов, все, что осталось от жизни известного актёра

## Зависимость
Вместе с успехом у него возникает проблема с алкоголем, за ним последовала репутация ненадежного человека. Пьяница-Кук отказывался от своих обязанностей на несколько недель, часто тратя при этом все деньги, имеющиеся у него. Вскоре после своего первого триумфа в Дублине он пропал со сцены более чем на год. В какой-то момент в 1795 году он поступил на службу в британскую армию, в полк, который должен был быть отправлен в Карибское море. Он был освобожден от армии усилиями владельцев театров в Манчестере и Портсмуте и вернулся в Дублин в 1796 году.
Шотландский драматург Джон Каргилл Томпсон написал пьесу для одного актёра «Извинения актёра» об инциденте, когда руководство театра вынудило Кука извиниться перед публикой за свое пьяное выступление.

## Джордж Фредерик Кук в роли Яго
В 1801 году Джордж появился в Королевском театре Ковент-Гарден в роли Ричарда III; эта роль станет его самой известной. В том же году он сыграл Шейлока («Венецианский купец»), Яго («Отелло»), Макбета, Кайтли («Всяк в своём нраве» Бена Джонсона) и Джайлза Оверрича, и стал соперником Кембла, с которым, и с миссис Сиддонса, он играл с 1803. В 1802 году он добавил роли в «Игроке» Эдварда Мура и в «Человеке мира» Чарльза Маклина.
После того, как Кембл и Сиддонс приехали в Ковент-Гарден в 1803 году, соперничество между двумя актёрами развернулось на одной сцене вместо двух. Как и следовало ожидать, они дебютировали в «Ричарде III», хотя главную роль исполнили Кембл и Кук Ричмонд. Вскоре они сыграли в «Дугласе» Джона Хоума: Кук сыграл Гленалвона в «Старом Норвале» Кембла, а Сиддонс — леди Рэндольф. Вашингтон Ирвинг описывал, что видел труппу в Отелло (Кук был Яго, а Чарльз Кембл был Кассио); он назвал спектакль восхитительным. Следующее десятилетие Кук был непостоянной звездой в Лондоне. По мере развития его зависимости, Кук становился все менее надежным, что не могло не отразиться на его карьере. Уже в 1801 году он не мог выступать, потому что был пьян; в последующие годы такие неудачи участились. В 1807 году после того, как он не явился на летний сезон в Манчестере, его арестовали и поместили в тюрьму в Вестморленде на несколько месяцев. В последние годы десятилетия ему удалось до некоторой степени обуздать свои пристрастия.

## Американский тур
Однако Кук был недоволен отношением лондонской прессы, и его легко убедили поехать в Соединенные Штаты в 1810 году. Американская публика приняла его с энтузиазмом. Его премьера в роли Ричарда III состоялась 11 ноября в Нью-Йорке. В сопровождении Уильяма Данлэпа, он оставался трезвым и выступал в Бостоне, где играл с английской актрисой Мэри Энн Дафф в Балтиморе, Филадельфии и Провиденсе. Томас Салли изобразил его именно как Ричарда. Он заработал 20 000 долларов, но непредвиденная прибыль, полученная владельцами театра (более 250 000 долларов), заставила его чувствовать разочарование и досаду от несправедливых гонораров. К 1812 году он принял приглашение вернуться в Ковент-Гарден.
Начало войны 1812 года застало его в Нью-Йорке. Он умер от цирроза печени в Зале механиков на Манхэттене 26 сентября. Джордж Кук похоронен на кладбище Святого Павла в Нью-Йорке. Памятник ему был установлен в часовне Святого Павла (на Фултон-стрит) Эдмундом Кином во время его первого американского турне в 1821 году.
Барри Корнуолл утверждал, что Кин привез большой палец ноги Кука в Англию, где его возмущенная жена впоследствии выбросила его. Другие биографы утверждают, что Кин украл палец руки, а не ноги, а один американский писатель утверждал, что после того, как череп Кука был использован в качестве черепа Йорика в исполнении Гамлета, члены частного нью-йоркского клуба (включая Дэниела Вебстера и Генри Уитона)) подвергал череп френологическому исследованию.

## Амплуа Дж. Кука
Кука можно назвать первым полностью романтичным актёром в Англии. Он опирался на стиль Гаррика и Маклина, которых он видел в юности, но старался расширить их естественность и непринужденность стиля. Кин боготворил его, пытаясь подражать манере его игры. Исторические критики видели различия между его стилем и стилем изысканного, величавого Кембла, описывая это в своих трудах.
Рост Кука был около 5 футов 10 дюймов, с характерной мимикой и длинным орлиным носом. Перси Фицджеральд вспоминает его «огромную силу и грубую декламацию». Его сценическое присутствие обычно описывалось как командное, хотя многие наблюдатели отмечали, что его голос имел тенденцию к хрипоте в более поздних актах сложных пьес. Он был, как и Гаррик, беспокойным, физически динамичным исполнителем; критики также отмечали его умение использовать глаза для передачи сложных мыслей или эмоций, эта была его способность — проецировать сценический шепот даже в большой зал.
Существует мало отзывов о его ранних романтических ролях, однако его техника в зрелых трагических описана сполна. Он был на высоте в ролях как учтивого или энергичного героя, так полного подлости или лицемерия. В комедии его «Максарказм» (из «Любви Маклина в моде») и «Шейлок» считались непревзойденными. В трагедии, помимо Ричарда, он был заметным Яго, хотя «Король Лир» не был одной из его характерных ролей, однако интерпретация безумия Лира повлияла на Кина и других актёров. И все же его исполнение ролей, требующих изысканности или сдержанности, почти повсеместно недооценивалось — возможно, из-за надвигающейся тени Кембла. Его «Гамлет» потерпел неудачу. Генри Крабб Робинсон сообщает, что Кук потерпел неудачу в «Незнакомце» Коцебу; Робинсон выразил общее мнение, когда сказал, что, каким бы неотразимым ни было присутствие Кука, он слишком груб для величайших трагических ролей. Ли Хант согласился, что Кук свел всех своих персонажей к их самым низким мотивам. Что касается знаменитого стиля декламации Кука (как и Маклина, он произносил монологи, как если бы думал вслух), Хант жаловался, что «это просто превратило поэзию Шекспира в возмущенную прозу».
В роли Ричарда III Кук предложил интерпретацию, которая одновременно отличалась от довольно уравновешенной игры Кембла и превосходила ее. В таких мелодраматических сценах, как убийство Генриха VI, Кук преуспел в передаче ужасного ликования Ричарда (как, впрочем, и Кембл). В отличие от Кембла, Кук также смог передать чувство отвращения Ричарда к самому себе. Этот аспект Ричарда был наиболее заметен в его обсуждении своего горбуна и в его ответе на соблазн Норфолка в части 5.2. Если Кембл просто отмахнулся от плохих новостей, Кук тщательно обдумывал стих, прежде чем произносить или нет его. Эффект заключался в том, чтобы углубить характеристику Ричарда, дав ему постепенно растущее осознание своего собственного злодейства. Ричард Кука был чем-то большим, чем сказочный людоед, описанный Чарльзом Лэмбом. В целом, на пределы таланта Кука указывает апокрифическая история, рассказанная Макреди и другими. Желая произвести впечатление на постоянных посетителей своим мимическим талантом, Кук сделал несколько лиц, призванных передать различные эмоции. Один из его взглядов ошеломил посетителей. Они догадывались о гневе, гневе и мести, прежде чем раздраженный Кук сказал им, что она должна была символизировать любовь.